# Saeko Kimura
Saeko Kimura –en japonés, 木村 さえ子, Kimura Saeko– (28 de enero de 1963) es una deportista japonesa que compitió en natación sincronizada.
Participó en los Juegos Olímpicos de Los Ángeles 1984, obteniendo una medalla de bronce en la prueba dúo. Ganó una medalla de bronce en el Campeonato Mundial de Natación de 1982.

## Palmarés internacional
| Juegos Olímpicos   | Juegos Olímpicos             | Juegos Olímpicos  | Juegos Olímpicos |
| Año                | Lugar                        | Medalla           | Prueba           |
| ------------------ | ---------------------------- | ----------------- | ---------------- |
| 1984               | Los Ángeles (Estados Unidos) | Medalla de bronce | Dúo              |
| Campeonato Mundial |                              |                   |                  |
| Año                | Lugar                        | Medalla           | Prueba           |
| 1982               | Guayaquil (Ecuador)          | Medalla de bronce | Equipo           |